# Quilombo (Iacanga)
Quilombo é um bairro rural (área urbana isolada) do município brasileiro de Iacanga, no interior do estado de São Paulo.

## História

### Origem
Onde atualmente se localiza o bairro existiu no século XIX um antigo quilombo, daí a origem do nome. Os escravos que aí residiam descobriram os poderes medicinais de suas águas ao se banharem e verem curadas diversas feridas. Essas águas possuem propriedades terapêuticas já comprovadas cientificamente, além de curar diversos tipos de doenças. 

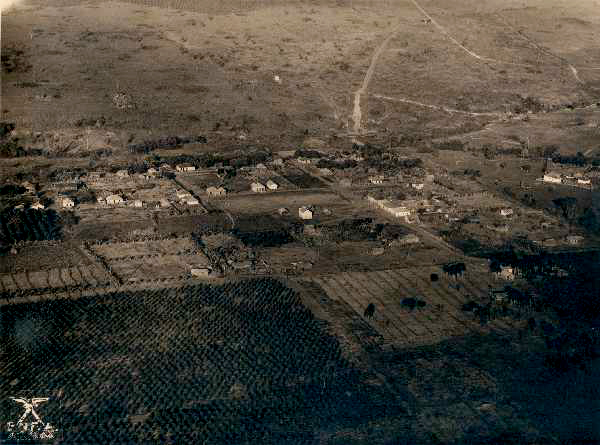
Vista aérea (década de 40).

Em 1938 o governo federal concede a D. Ester Cerqueira de Carvalho Neto, a título provisório, lavrar a fonte de água mineral, dentro de uma área de quatro hectares, onde se achava a fonte denominada "Poço do Quilombo”, situada em terras do distrito de Iacanga, município e comarca de Pederneiras.

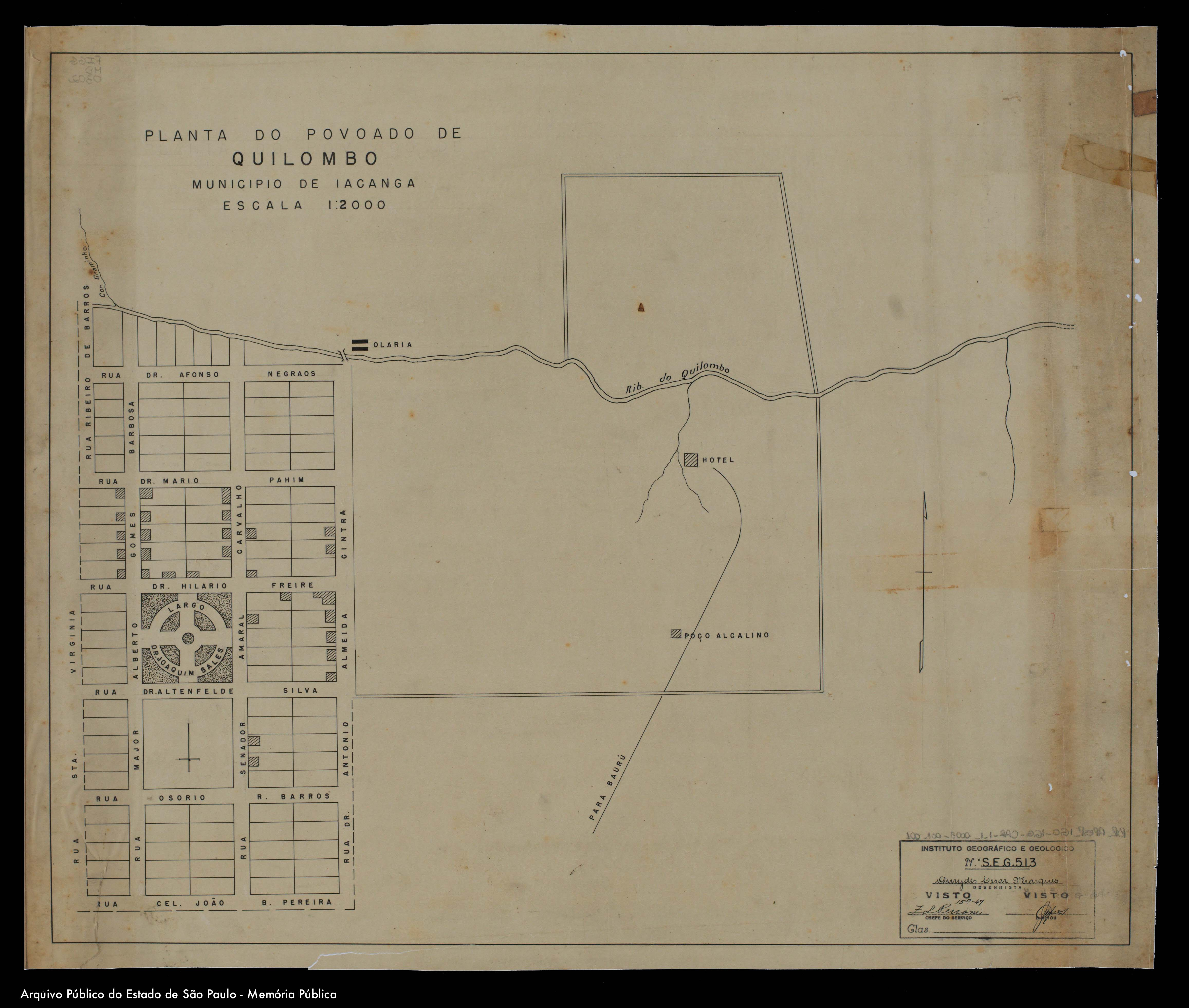
Planta da área urbana original.

Em 1946 a prefeitura obteve a autorização de lavra do terreno, mas foi apenas em 1963 que se deu a instalação da estância hidromineral, quando os direitos minerários foram transferidos para a iniciativa privada.
No local foi instalada as “Termas do Quilombo”, no passado recente ponto de convergência de brasileiros vindos de todos as partes do país, que a procuravam tratamento para seus problemas gástricos ou de pele.

### Formação administrativa
- Pedido para criação do distrito através de processo que deu entrada na Assembléia Legislativa do Estado de São Paulo no ano de 1953, mas como não atendia os requisitos necessários exigidos por lei para tal finalidade o processo foi arquivado[5].

## Geografia

### Demografia

#### População urbana
| Crescimento população urbana | Crescimento população urbana | Crescimento população urbana | Crescimento população urbana |
| Censo                        | Pop.                         |                              | %±                           |
| ---------------------------- | ---------------------------- | ---------------------------- | ---------------------------- |
| 1991                         | 128                          |                              | —                            |
| 2000                         | 115                          |                              | −10,2%                       |
| 2010                         | 133                          |                              | 15,7%                        |
| Fonte: IBGE e Fundação SEADE |                              |                              |                              |

Até o Censo 2010 (IBGE) Quilombo era classificado pelo IBGE como área urbana isolada do distrito sede.

### Rodovias
O bairro localiza-se à 11 km de Iacanga pela estrada vicinal Maurílio Biaconcini, com acesso a partir do trevo de entrada da cidade no km 390 da Rodovia Cezário José de Castilho (SP-321).

## Serviços públicos

### Saneamento
O serviço de abastecimento de água é feito pela Prefeitura Municipal de Iacanga. 

### Energia
A responsável pelo abastecimento de energia elétrica é a CPFL Paulista, distribuidora do grupo CPFL Energia.

## Atividades econômicas

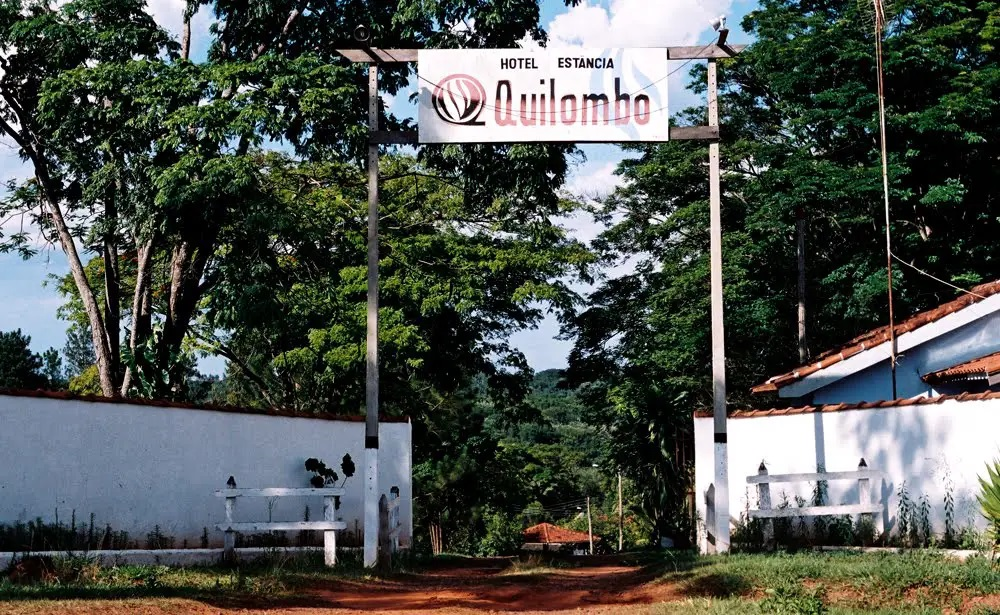
Entrada do antigo Hotel Estância.

### Conjunto hidromineral
A fonte de água mineral existente continua sendo explorada, e suas águas alcalino bicarbonatadas, fluoretadas, vanádicas e hipotermais na fonte são comercializadas com o nome Água Mineral Natural Quilombo.
Durante muito tempo funcionou no local o Hotel Estância Hidromineral Quilombo, que além dos banhos de imersão no balneário também oferecia infraestrutura completa para os turistas. Atualmente encontra-se desativado.

## Religião
O Cristianismo se faz presente no bairro da seguinte forma:

### Igreja Católica
- A igreja faz parte da Diocese de Bauru[14].